# 1425
1425 (MCDXXV) je bilo navadno leto, ki se je po julijanskem koledarju začelo na ponedeljek.

## Dogodki
- 1. januar

## Smrti
- 27. februar - Vasilij I. Dimitrijevič, moskovski knez, vladimirski veliki knez (* 1371)
- 16. marec - Leonardo Dati, italijanski (florentinski) geograf in dominikanski opat (* 1360)
- 24. maj - Murdoch Stewart, škotski plemič, vojvoda Albany (* 1362)
- 21. julij - Manuel II. Paleolog, bizantinski cesar (* 1350)
- 8. september - Karel III., navarski kralj (* 1361)
- Andrew Wyntoun, škotski kronist, pesnik (* 1350)
- Ji Džongmu, korejski admiral (* 1360)
- Madhava iz Sangamagrame, indijski matematik in astronom (* 1350)